# Diocèse de Canelones
Le diocèse de Canelones (en latin : Dioecesis Canalopolitana ; en espagnol : Diócesis de Canelones) est un diocèse de l'Église catholique en Uruguay suffragant de l'archidiocèse de Montevideo.

## Territoire

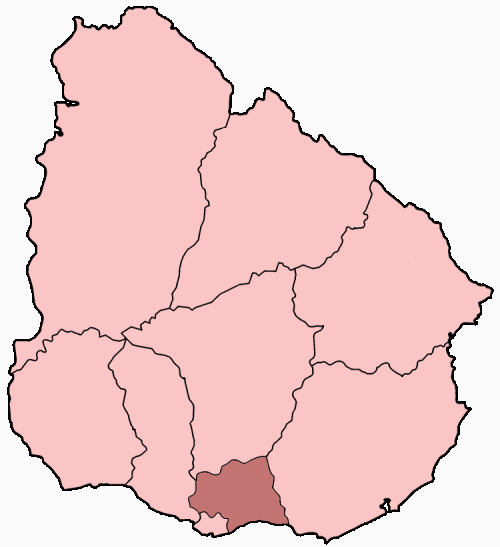
Diocèse de Canelones

Il comprend le département de Canelones avec un territoire d'une superficie de 4 532 km divisé en 34 paroisses. Le siège épiscopal est dans la ville de Canelones où se trouve la cathédrale Notre-Dame de Guadalupe.

## Histoire
Le diocèse est érigé le 25 novembre 1961 par la constitution apostolique Peramplas partire du pape Jean XXIII en prenant sur le territoire du diocèse de San José de Mayo.

## Évêques
- Orestes Santiago Nuti Sanguinetti, S.D.B (2 janvier 1962 - 25 octobre 1994)
- Orlando Romero Cabrera (25 octobre 1994 - 23 février 2010)
- Alberto Sanguinetti Montero (23 février 2010 - 19 mars 2021)
- Heriberto Andrés Bodeant Fernández, depuis le 19 mars 2021